# Jože Pirnat
Jože-Joško Pirnat [jóže pírnat], slovenski jamar in kartograf, * 20. oktober 1950, Ljubljana, † 17. junij 2018, Ljubljana.
Joško Pirnat, z jamarskim imenom "Jozl", je znan predvsem po svojem delu pri dokumentiranju prek 600 jam obsegajočega podzemskega sistema Kaninskega pogorja, kjer je naredil tudi načrte nekaterih najglobljih brezen.

## Življenje
Po osnovni šoli in gimnaziji v Ljubljani je diplomiral na Oddelku za psihologijo Filozofske fakultete Univerze v Ljubljani. Deloval je kot šolski psiholog, do upokojitve leta 2017 na Osnovni šoli Franceta Bevka v Ljubljani. Umrl je po kratki in hudi bolezni.

## Jamarstvo
K raziskovanju podzemskega sveta ga je pritegnil starejši brat Stane Pirnat - Bingelj, rojen 1942, jamar od leta 1959. Jozl je postal član Društva za raziskovanje jam Ljubljana (DZRJL) leta 1963. V naslednjih dveh desetletjih je kot član raziskovalne ekipe DZRJL sodeloval pri pomembnejših odpravah v globoka brezna, npr. v Jazben na Banjški planoti, Žankano jamo v Istri, Pološko jamo nad Tolminom, in Brezno pri gamsovi glavici na Pršivcu nad Bohinjem. Pološka jama je v tistem času veljala za najglobljo jamo na svetu, raziskano od spodaj navzgor, Brezno pri gamsovi glavici pa je bila najgloblja jugoslovanska jama. V letih od 1964 do 1974 je v slovenski kataster jam  prispeval 24 novih jam, od tega 19 s Kaninskega pogorja.
Leta 1972 je napisal priročnik Jamarska tehnika, po splošnem Jamarskem priročniku iz leta 1964 prvo samostojno delo, namenjeno predvsem premagovanju podzemskih vertikal. V sedemdesetih letih je prišlo tu do prehoda z uporabe žičnih lestvic ob varovanju z vrvjo na bistveno poenostavitev z uporabo ene same vrvi, do vrvne tehnike. Od leta 1972 do 1975 je bil Jozl vodja Jamarske reševalne službe pri Jamarski zvezi Slovenije, o jamarski tehniki pa je med leti 1975 in 1978 predaval na jamarski šoli DZRJL. Ob zanimanju za tehnične vidike jamarstva, sem je spadalo tudi risanje načrtov, se je Jozl ukvarjal še s splošnimi, humanističnimi vprašanji odnosa med človekom in podzemljem.

## Kanin
Ko se je v devetdesetih letih torišče delovanja DZRJL premaknilo na Kaninsko pogorje, zaradi obeta rekordnih globin tudi v svetovnem merilu, je pri tem sodeloval tudi Jozl. Leta 1998 je kot član skupine DZRJL, ki je pregledovala teren okoli Visoke glave, našel manjši vhod. Pod njim se je nadaljevala jama, kasneje poimenovana v spomin na pred kratkim preminulega prijatelja Renata Verbovška Renejevo brezno. Sredi leta 2020 je bila ta jama s 1.322 metri globine tretja najgloblja jama v Sloveniji in 30. najgloblja na svetu. V dveh desetletjih po letu 2000 je Jozl svoj čas namenil predvsem uporabi novih možnosti, ki so se odprle tako z napredkom računalniško podprtega merjenja jam, kot s širšo dostopnostjo programske opreme, namenjene kartiranju jam, tudi v treh dimenzijah, ter novi estetiki, ki jo je prinesla vektorska grafika.
Jozl je populariziral jamski svet na Kaninu s predavanji,  sodeloval pri publikacijah o naravoslovnih in drugih vidikih gorovja nad Bovcem, ter postal avtoriteta na področju raziskovanj najpomembnejšega podzemskega prizorišča v Julijskih alpah.